# 광성군
광성군 이제길(廣城君 李悌吉, 1604년 ~ 1637년 5월 20일)은 조선 중기의 왕족으로 병자호란 때 남한산성에 포위된 인조를 구하다 순절하였다. 본관은 전주. 휘는 제길(悌吉), 자는 이순(而順). 하원군의 손자이다. 종실 연성수 이복령과 광주 이씨(이건(李建)의 딸)의 아들(연성수의 5남)로 태어났다. 광성군의 부인은 현부인(縣夫人, 동지중추부사(同知中樞府事) 임대원(任大原)의 딸) 풍천 임씨이다.

## 생애
갑진(甲辰) 1604년(선조 37) 한성 정동에서 탄생하였다. 초수 광성부령(廣城副令)에 제수되었다. 1617년(광해 9) 11월 25일 서궁 폐비 문제에 대한 상소를 논의할 때 여러 종실과 함께 의논드리길, "공론은 흔쾌히 따름으로써 종묘 사직을 안정시키소서." 하였다.
1618년(광해 10) 2월 6일 서궁 폐비 문제로 연일 논의가 있었는데 정청(庭請)에 참여하지 않은 종실(宗室)로 처음부터 끝까지 정청의 대열에 참여하지 않았다고 하여 이이첨 무리가 양사(사헌부와 사간원)을 시켜 "임금을 잊고 역적을 비호한 그들의 죄를 다스리지 않을 수 없습니다. 하면서 멀리 유배보내도록 명하소서." 상소하여 거제도로 유배되었다.
1623년(인조 1) 인조가 즉위하고 귀양에서 풀려나서 1625년(인조 3) 사옹원 제조(司饔院 提調)를 역임하고, 1627년(인조 5) 정묘호란이 일어나 인조가 강화도로 몽진할 때 어가를 호종하였다.
1632년(인조 10) 광성부정(廣城副正)을 거쳐 명선대부(明善大夫) 광성도정(廣城都正)에 봉작되었고, 1636년(인조 14) 병자호란(丙子胡亂)이 일어나 인조가 남한산성으로 몽진하였으며, 이때 공의 부인상을 당하여 장례 관계로 안산에 있어서 어가를 호종하지 못하였다. 인조가 남한산성에 청나라 군대에게 포위되어 있다는 소식을 듣고, 이복형 영가군 이효길(永嘉君 李孝吉)과 논의하여 말하기를 "주상이 남한산성에 포위되어 계시니 우리들은 종실(宗室)의 신하로서 국난에 마땅히 함께 죽어야지 구차히 초야에 끼치게 해서는 옳지않다."하며 이에 전 찰방 원성모(元成模), 전 첨절제사 장운상(張雲翔), 사인 원이길, 무인 원영길, 주부 홍요경(洪堯儆), 장사 기득윤(奇得胤) 등이 서로 약속하여 맹세하고 의병을 모으니 모두가 공과 이복형 영가군(永嘉君)을 추대하여 선봉장으로 삼아 남한산성에 다다라서 왕을 배알할 계책을 세웠다.
1637년(인조 15) 1월 초7일 길에서 적을 만나 반나절의 교전 끝에 죽이고, 빼앗은 것이 매우 많았으며, 행재소에 노획한 병기를 바치려 하였으나 적의 병사에 의해 길이 막혀서 앞으로 나아가지 못하고, 이에 부대를 교외에 주둔하여 기회를 살펴 수로를 이용하여 강화도에 이르고자 하였다. 이해 1월 13일에 청나라 군대가 사방에서 일어나고 산처럼 모여드니 중과부적으로 대적할 수 없어 안산으로 급히 후퇴하여 오이도 덕물 섬에 웅거하였다.
잠시 후 적진의 추격이 있었으며, 사방에서 함께 공격받고, 적군의 화살은 비 오듯 하는데 구원군도 없었으므로 거의 부상당하거나 전사하였다. 사태가 위험을 알고 남한산성을 바라보며 네 번 절하고, 통곡하며 이복형 영가군과 더불어 위험을 무릅쓰고 앞을 다투어 돌진하여 적병을 죽인 자가 매우 많았다. 드디어 욕설이 입에서 그치지 않더니 공을 따르던 모든 의병들 또한 같은 날 적의 칼날에 피해를 당하여 모두 전사하였다. 청나라의 장수가 그 충절에 감탄하여 흙으로 덮어주고, 빈소를 만들어 표패(標牌)를 세워 순절자들의 성명을 기록해 놓고 떠나니 소문을 듣는 자 장하다고 아니함이 없었다. 이때 향년 34세였다.
그 후 자손들이 표패로 인하여 그 순절한 곳을 알게되어 1699년(숙종 25) 장지를 안양 산본 의곡에 진향 자리로 정하여 예장하였다가 충남 청양군 목면 본의리 미궐산하 가후 술좌로 이장하였다. 공이 전사한 때 자손들은 어려서 그 당시 전투의 전말을 듣지 못해 소원을 올릴 수도 없었으나 마침내 민멸될 것을 걱정하여 뒤에 손자 선전관(宣傳官) 이홍모(李弘模)가 그 까닭을 여러 번 호소함으로써 1707년(숙종 33) 명의대부(明義大夫) 광성군(廣城君) 겸 오위도총부(五衛都摠府) 부총관(副摠管)에 증직되었다.
1729년(영조 5) 또 손자 선전관(宣傳官) 이홍모(李弘模)가 그 원인을 영조에게 상주하였으므로 조정에서는 모든 향읍에 두루 묻고, 조사한 결과 순절의사의 실적에 따라 비답을 내려 말하길 "순절과 충의의 사적이 진실로 들어 맞아 밝혀졌고, 향리의 공론 또한 일치하니 속일 수 없다."하고, 특별히 정려를 세울 것을 명하였다.

## 가계
- 아버지 : 연성수 이복령
- 어머니 : 광주 이씨, 이름은 백금(白今), 광주인(廣州人) 이건(李建)의 딸.
  - 형 : 광평부령 이지길
  - 동생 : 광천부령 이신길
- 부인 : 현부인(縣夫人) 풍천 임씨(1603년 - 1636년, 동지중추부사(同知中樞府事) 풍천인 임대원(任大原)의 딸.
  - 장남 : 이방준(李邦俊, 1621년 - 1698년)
  - 2남 : 이방걸(李邦傑, 1623년 - 몰년 미상)
  - 3남 : 이방윤(李邦倫, 1631년 - 1674년)